# Hans Posthumus
Hans Posthumus (Harderwijk, 3 de marzo de 1947–15 de febrero de 2016) fue un futbolista neerlandés que jugaba en la demarcación de delantero.

## Biografía
Debutó como futbolista en 1969 con el FC Wageningen tras formarse en el VVOG. Jugó en el club durante una sola temporada, en la Tweede Divisie. Tras marcar 27 goles en 32 partidos, obteniendo casi un porcentaje de un gol por partido, el Feyenoord de Róterdam se hizo con sus servicios para jugar en la Eredivisie. Aunque durante su primera temporada solo jugó un partido con el club, en la siguiente jugó doce más y marcando ocho goles. En 1972 fichó por el KRC Mechelen de la Segunda División de Bélgica durante dos temporadas, haciendo los mismos registros en ambas con 29 partidos jugados y 21 goles anotados. Durante dos años más siguió en Bélgica, esta vez en el Lierse SK, con el que se convirtió en el máximo goleador de la Primera División de Bélgica con 26 goles en 1976. Finalmente volvió a los Países Bajos para fichar por el NEC Nijmegen, donde permaneció hasta 1979.
Falleció el 15 de febrero de 2016 a los 68 años de edad.

## Clubes
| Club                  | País         | Año       | Partidos | Goles |
| --------------------- | ------------ | --------- | -------- | ----- |
| VVOG                  | Países Bajos | 1965-1969 |          |       |
| FC Wageningen         | Países Bajos | 1969-1970 | 32       | 27    |
| Feyenoord de Róterdam | Países Bajos | 1970-1972 | 13       | 8     |
| KRC Mechelen          | Bélgica      | 1972-1974 | 58       | 42    |
| Lierse SK             | Bélgica      | 1974-1976 | 71       | 47    |
| NEC Nijmegen          | Países Bajos | 1976-1978 | 50       | 14    |

## Palmarés

### Distinciones individuales
| Título                                            | Club          | País         | Año  |
| ------------------------------------------------- | ------------- | ------------ | ---- |
| Máximo goleador de la Tweede Divisie              | FC Wageningen | Países Bajos | 1970 |
| Máximo goleador de la Segunda División de Bélgica | KRC Mechelen  | Bélgica      | 1973 |
| Máximo goleador de la Primera División de Bélgica | Lierse SK     | Bélgica      | 1976 |